# 朱佶焆
稷山悼靖王朱佶焆（1410年—1442年3月4日），明朝瀋简王朱模庶五子，龐氏所生。明太祖之孙。明朝第一代稷山王。

## 生平
宣德元年（1426年）九月，朝廷為朱佶焆以及瀋府、魯府、唐府等的郡王鍍金銀印各一。
宣德三年（1428年）三月，明宣宗命丰城侯李贤、通政使司右参议何怀煇为正副使，持节封朱佶焆为稷山王。宣德四年（1429年）六月，命行在禮部尚書兼華蓋殿大學士張瑛、工科左給事中薛廣為正副使，持節册封百戶楊斌的女兒為稷山王妃。
宣德九年（1434年）六月，朝廷给朱佶焆及其兄陵川王朱佶煃、平遥王朱佶煟、黎城王朱佶燏及其弟沁水王朱佶熅、沁源王朱佶㷆岁禄各二千石，米钞各半，由山西布政司仓库支用。宣德十年（1435年）十月，朱佶焆的兄长瀋康王朱佶焞为弟弟们奏请委派教授，以讲授经书，英宗命行在吏部拣选才学老成者担任。
正統七年（1442年）正月，朱佶焆去世。明英宗聞訊，輟視朝一日，遣官員致祭，諡悼靖，命有司營葬。

## 身后
正統七年（1442年）八月，朱佶焞奏朱佶焆死后岁禄按例应该停支，但宮眷用度不足。英宗命戶部照旧给予。正統十二年（1447年）八月，其嫡长子朱幼垬受册袭封。

## 评价
- 《弇山堂别集》卷075：未中早夭，寬樂令終。

## 家庭

### 妻妾
- 王妃杨氏

### 子孙
- 嫡长子稷山庄靖王朱幼垬
- 第二女銅鞮縣主，景泰二年（1451年）四月受封，配都綱，[10]天顺四年（1461年）八月去世[11]
- 第三女鄯陽縣主，景泰二年（1451年）四月受封，配閻閏，[10]天顺元年（1458年）五月去世[12]